# بوب كوين (لاعب كرة قاعدة)
بوب كوين (بالإنجليزية: Bob Quinn)‏ هو لاعب كرة قاعدة أمريكي، ولد في 1936.